# Décès en août 1944
Décès
- 1940
- 1941
- 1942
- 1943
- 1944
- 1945
- 1946
- 1947
- 1948

Pour une information complémentaire, voir la page d'aide.

| Date    | Nom                          | Pays                       | Activités                            | Âge | Source |
| ------- | ---------------------------- | -------------------------- | ------------------------------------ | --- | ------ |
| 5 août  | Henri Romanetti              | Drapeau de la France libre | Officier, compagnon de la Libération | 35  |        |
| 15 août | Ștefania Mărăcineanu         | Drapeau de la Roumanie     | Physicienne roumaine.                | 62  |        |
| 30 août | Carl-Heinrich von Stülpnagel | Drapeau de l'Allemagne     | Général allemand.                    | 58  |        |